# Rietje van Erkel
Anna Maria (Rietje) van Erkel (Amsterdam, 26 februari 1933 – onbekend, 11 juni 2017) was een Nederlands kunstrijdster op de schaats.
Van Erkel maakte deel uit van de generatie kunstschaatsers voordat Joan Haanappel en Sjoukje Dijkstra ten tonele kwamen.
Van Erkels naam duikt al op in de pers in de Tweede Wereldoorlog. In december 1940 doet De Twentsche Courant Tubantia al melding van de combinatie Eddy Naujoks (4 jaar, verder onbekend gebleven) en Rietje van Erkel (7) schaatsend op ijs in de Apollohal te Amsterdam. De krant haalde daarbij namen aan van Maxie Herber en Ernst Baier.  Anderhalf jaar later (maart 1942) is men verbaasd over de vooruitgang die ze heeft geboekt. Na de Tweede Wereldoorlog werd ze een geduchte concurrente van Lydia Stoppelman. Het stel gaat in 1949 naar wedstrijden in Zürich, Stoppelman werd negende, Van Erkel twaalfde. Het jaar daarop waren ze te vinden bij internationale wedstrijden in Davos, ze eindigden in het achterveld. In maart 1950 werd Van Erkel Nederlands eerste vrouwelijke kampioen kunstrijden, Paul Engelfriet bij de mannen.  Bij de daarop volgende Europese kampioenschappen kunstschaatsen 1951, weer in Zürich, eindigde ze als zeventiende.
Vlak daarna maakt ze deel uit van de ijsrevue uit Gronau (Noordrijn-Westfalen), maar vanaf 1952 werd het stil. Na haar actieve schaatscarrière gaf ze kunstrijles, onder andere in de Jaap Edenhal in Amsterdam-Oost.  
Ze was dochter van Pieter Martinus Hubertus van Erkel en Maria Margaretha Boekhout. In 1957 trouwde ze met fotograaf Hans Fellinga. In 1959 verhuisde het echtpaar naar Nieuwer-Amstel. Ze stond te boek als kantoorbediende.